# كو جانسينز
كو جانسينز (بالهولندية: Ko Janssens)‏ (20 ديسمبر 1889 – 21 أغسطس 1970) هو ملاكم هولندي راحل، مثّل بلاده في الألعاب الأولمبية الصيفية 1920.

## روابط خارجية
كو جانسينز على موقع أوليمبيديا (الإنجليزية)